# Marlo Mortel
Marlo Mortel (nacido el 4 de enero de 1993) es un actor, cantante y músico filipino, conocido por su famoso personaje llamado "Nicolo Angelo Cortez" en un drama de televisión titulado "Be Careful with My Heart" o "Tenga cuidado con mi corazón". Mortel se encuentra bajo la gestión de talento de ABS-CBN Magic Star.

## Carrera
Marlo entró al mundo del espectáculo en el 2009, como concursante para la quinta temporada de un programa de talentos de la Red de GMA Starstruck. En ese momento, utilizó su nombre de pantalla como "Marlowe Pamintuan". Se convirtió en uno de los artistas adolescentes regulares junto a German Moreno, en su programa de espectáculos llamado "Walang Tulugan with the Master Showman"", utilizando el nombre de John Miguel. En el 2010, fue elegido para una serie juvenil titulada "Tween Hearts". Allí desempeñó su personaje principal, más adelante se registró con "Wake Me Up" (por Wham!), una de las canciones de una banda sonora de la adaptación al cine de "Tween Academy: Class of 2012", lanzado en el año 2011. 
Marlo continuó con su carrera artística, después hizo una audición en The X Factor Filipinas en el 2012. Poco tiempo después, fue elegido para interpretar a su personaje principal llamado "Nicolo Angelo Cortez" en la serie televisiva  "Be Careful with My Heart" o "Tenga cuidado con mi corazón". El 22 de febrero de 2014, Marlo y Janella Salvador protagonizaron una serie televisiva titulada "Maalaala Mo Kaya".

## Vida personal
Mortel estudió en San Beda College, obtuvo una licenciatura en administración y marketing publicitario. 

## Filmografía
| Televisión   | Televisión                             | Televisión            | Televisión  |
| Año          | Título                                 | Personaje             | Canal       |
| ------------ | -------------------------------------- | --------------------- | ----------- |
| 2015         | Oh My G!                               | Gabriel "Gabby" Luna  | ABS-CBN     |
| 2014         | Home Sweetie Home                      | young Romeo Valentino | ABS-CBN     |
| 2014         | Maalaala Mo Kaya: Bonnet               | Paolo Buenafe         | ABS-CBN     |
| 2014         | Maalaala Mo Kaya: Card                 | Celo Magallanes       | ABS-CBN     |
| 2014         | The Singing Bee                        | Himself               | ABS-CBN     |
| 2013–present | ASAP                                   | Himself/Performer     | ABS-CBN     |
| 2012–2014    | Be Careful With My Heart               | Nicolo Angelo Cortez  | ABS-CBN     |
| 2012         | The X Factor Philippines               | Himself               | ABS-CBN     |
| 2010–2012    | Reel Love: Tween Hearts                | Uno                   | GMA Network |
| 2010         | Walang Tulugan with the Master Showman | Himself               | GMA Network |
| 2009         | StarStruck                             | Himself               | GMA Network |